# Гончарова, Валерия Олеговна
Валерия Олеговна Гончарова (укр. Валерія Олегівна Гончарова; род. 3 января 1988 года, Сколе) — украинская и российская волейболистка, центральная блокирующая «Уфимочки»-УНГТУ, мастер спорта России.

## Карьера
Валерия Гончарова начинала заниматься волейболом вместе со своей младшей сестрой Наталией в ДЮСШ № 2 Ивано-Франковска под руководством тренера Петра Погребняка. После переезда в Ровно сёстры с 2003 года выступали за местную «Регину» в высшей лиге чемпионата Украины, в 2005 году вошли в состав юниорской сборной Украины, с которой выиграли чемпионат Европы в Таллине, а в 2006 году стали бронзовыми призёрами молодёжного чемпионата Европы во Франции и были приглашены в московское «Динамо».
В течение трёх сезонов Валерия Гончарова играла за фарм-команду «Динамо»-РГСУ ШВСМ в высшей лиге «А», в 2009 году была переведена в команду Суперлиги. На правах аренды также выступала за «Омичку» (с февраля по апрель 2011 года), «Тюмень»-ТюмГУ (бо́льшую часть сезона-2011/12) и «Заречье-Одинцово» (с февраля по май 2014 года). С августа 2015 года вновь являлась игроком «Заречья-Одинцово», в сезоне-2016/17 играла за череповецкую «Северянку» в высшей лиге «А». Летом 2017 года вернулась в «Заречье-Одинцово».
В сезоне-2019/20 выступает в команде высшей лиги «А» «Уфимочка»-УНГТУ.
В августе 2011 года в составе студенческой сборной России Валерия Гончарова выиграла бронзовую медаль на Универсиаде в Шэньчжэне.

## Достижения
- Серебряный призёр чемпионатов России (2009/10, 2012/13, 2014/15).
- Обладательница Кубка России (2013), серебряный (2012) и бронзовый (2012) призёр Кубка России.
- В составе сборных Украины: чемпионка Европы среди девушек (2005), бронзовый призёр чемпионата Европы среди молодёжных команд (2006), участница юниорского (2005) и молодёжного (2007) чемпионатов мира.
- В составе студенческой сборной России: бронзовый призёр Универсиады (2011).

## Личная жизнь
Валерия Гончарова обучалась в Ровненском экономико-гуманитарном колледже и Московском государственном университете приборостроения и информатики, который окончила в 2013 году.
Родная сестра Валерии Гончаровой Наталия — заслуженный мастер спорта России, чемпионка мира и Европы по волейболу.